# Can-Utility and the Coastliners
"Can-Utility and the Coastliners" (en castellano: "Latas útiles y los Guardacostas") es una canción del grupo inglés Genesis aparecida por primera vez en el álbum Foxtrot del año 1972. Es la cuarta canción del álbum, y en las ediciones originales en LP y casete era la última del primer lado. El nombre original de la canción en estudio, antes de que fuera publicada en el álbum, era "Bye Bye Johnny".

## Historia
El título es un juego de palabras con Canuto, el rey Canuto II de Dinamarca (conocido en inglés como Knud), que es sobre lo que versan las letras de esta canción. Canuto II fue un rey vikingo que conquistó el trono de Inglaterra, Dinamarca, Noruega, y parte de Suecia en el siglo XI d. C., antes de la llegada de "Guillermo el Conquistador". La leyenda dice que su poderío naval era inmenso, tanto es así, que la historia dice que podía controlar las mareas. 
La invasión vikinga a Inglaterra comenzó en el 789 d. C. con ataques y saqueos que estaban a la orden del día. Mientras el tiempo pasaba, la economía danesa se sumergía en una crisis, mientras cambios en el mapa de Europa cerraban la largamente establecida ruta oriental de comercio a lo largo del río Volga, Dinamarca disfrutaba de los beneficios de ser el término más al oeste de esta ruta. La conquista y posesión de una tierra extranjera era una forma efectiva de sacar beneficios a largo plazo para reemplazar las pérdidas.
Así fue que Svend I de Dinamarca, el más grande líder vikingo, llegó a Inglaterra en los inicios del siglo XI (precedió a Guillermo el Conquistador, quien lideró un ejército de vikingos desafectados, quienes se habían asentado antes en Normandía). Aunque pagano, Svend I tuvo un hijo y heredero, Canuto, quien sucedió a su padre como el primero de los líderes vikingos en ser aceptado por la fraternidad de los reyes cristianos.
Canuto era acreditado como "de gran tamaño y fortaleza, y muy apuesto excepto que su nariz era delgada, alta y ligeramente torcida. Tenía un aspecto blanco y fino, pelo grueso, y sus ojos superaban a los de la mayoría de la gente, en belleza y bondad". Canuto ya había sido rey de Inglaterra por dos años cuando sucedió a su hermano como rey de Dinamarca también.
Tomas Ruden de Suecia agrega: “La dinastía real danesa comenzó con Grom, abuelo de Sven I. Harald, el padre de Sven, fue el primer rey danés que se convirtió al cristianismo. Sven lo odiaba por eso. Una condición para que los otros reyes cristianos en Europa lo aceptaran a Canuto, era que debía convertirse al cristianismo. Todo esto sucedió en la época en que el cristianismo reemplazó al paganismo en Escandinavia. “La reina Margrete de Dinamarca es la 53 gobernante de la dinastía que comenzó con Grom. Su dinastía más antigua de Europa.”
Canuto, rodeado de aduladores y serviles cortesanos, tenía una desagradable e inmerecida reputación de ser amo de cualquier cosa en el universo, especialmente del furioso mar del norte que separaba sus dos tronos, Inglaterra y Dinamarca. Molesto y cansado de su ridícula aseveración, emplazó su trono en la playa – pero no para desafiar a la marea. Se sentó en la playa y dejó que las aguas lo envolvieran precisamente para demostrar que no era amo de los mares, a pesar de lo que dijeran.
De hecho nadó hacia un lugar seguro luego de que había demostrado su punto. 
A partir de entonces gana respeto sobre un poderoso y fructífero imperio báltico (incluyendo Noruega y Suecia, las cuales él también había conquistado) desde su trono en Inglaterra. Ruden apunta: “La historia sueca no reconoce a Canuto como conquistador de Suecia. Puede haber sido derrotado por Suecia en la batalla (no estoy seguro de lo que realmente ocurrió) pero no fue capaz de aguantar hasta su victoria”.
Sin embargo, la vida y obra de uno de los gobernantes más capaces y exitosos en la historia se terminó abruptamente con su trágica y repentina muerte a la edad de 37 años. Su historia no es contada a menudo, entorpecida por la errónea leyenda de su aventura en la playa, y eclipsada por Guillermo el Conquistador, un hombre mucho menos capaz, aunque más famoso. A Canuto se le acredita haber introducido el cristianismo a Dinamarca, para reemplazar el paganismo existente, y por lo tanto permitirle a la nación insertarse completamente en la cultura de Europa.

## La Canción
La canción, enigmática en los mejores momentos (ni siquiera menciona a Knud o Canute), parece ser una curiosa mezcla de la historia verdedera y de la leyenda. Las letras dicen:

They told of one who tired of all singing (Hablaban de alguien que cansado de todos los cantos)
"Praise him, praise him." ("Le alaban, le alaban")
"We heed not flatterers," he cried ("Nosotros no necesitamos a los aduladores", él gritó)

Estas líneas parecen sugerir el desagrado que Knud tenía de sus aduladores, pero las líneas siguientes descreen la precisión histórica de la canción:

"By our command, waters retreat, ("A nuestra orden, las aguas se retiraron,)
Show my power, halt at my feet," (Mostré mi poder, se detuvieron a mis pies,")

Las olas rodean al trono que se hunde...

But he forced a smile even though (Pero él forzó una sonrisa aunque)
His hopes lay dashed where offerings fell, where they fell (Sus esperanzas yacían rotas donde las ofrendas cayeron, donde cayeron)

La última línea parece suponer que Knud esperaba poder derrotar a las olas, parte de la ficción. Pero luego tenemos un vislumbre de la historia real cuando Knud fracaso al detener las olas:

More opened ears and opened eyes, (Más abiertos los ojos y los oídos,)
And soon they dared to laugh. (Y pronto se atreverán a reír.)

Los cortesanos y aduladores del rey riéndose de sus tontas aseveraciones. Como lo demuestran las líenas anteriores, la canción es una curiosa mezcla de verdad y ficción, lo que puede explicar porque es tan intrigante y difícil de descifrar..
La canción fue tocada en algunos de los últimos conciertos de la gira del anterior álbum de estudio Nursery Cryme, así como también solo en las primeras fechas de la gira del álbum Foxtrot para después ser olvidada por completo.